# Forest Hills Tennis Classic
Forest Hills Tennis Classic — профессиональный женский теннисный турнир, проходивший в Нью-Йорке, США, при поддержке WTA и USTA между 2004 и 2008 годами.
Соревнования проходили на открытых хардовых кортах.

## Общая информация
Турнир создан накануне сезона-2004 как дополнительное соревнование женского тура на неделе предшествующей US Open. Дабы надолго не растягивать турнир из-за возможных проблем с погодой приз получил укороченный формат: не проводился парный турнир, а одиночное соревнование разыгрывалось без квалификационного соревнования.
Приз просуществовал в таком виде пять лет, после чего был упразднён при реформе календаря WTA, однако соревнование профессионального тура ещё некоторое время проходило в эти сроки в Нью-Йорке: в 2009—2010 годах на этот период был перемещён ещё один нью-йоркский турнир, в этот период увеличивший свой призовой фонд в два раза.

## Финалы прошлых лет
| Год  | Чемпионка           | Финалистка      | Счёт финала   |
| ---- | ------------------- | --------------- | ------------- |
| 2008 | Луция Шафаржова (2) | Пэн Шуай        | 6-4, 6-2      |
| 2007 | Хисела Дулко        | Виржини Раззано | 6-2, 6-2      |
| 2006 | Меган Шонесси       | Анна Смашнова   | 1-6, 6-0, 6-4 |
| 2005 | Луция Шафаржова     | Саня Мирза      | 3-6, 7-5, 6-4 |
| 2004 | Елена Лиховцева     | Ивета Бенешова  | 6-2, 6-2      |